# بن نلسون
بن نلسون (به انگلیسی: Earl Benjamin "Ben" Nelson) سناتور سابق عضو حزب دموکرات ایالات متحده آمریکا بود. وی در سال ۲۰۰۱ تا ۲۰۱۳ میلادی سناتور ایالت نبراسکا در سنای ایالات متحده آمریکا بود.